# Forte de Pondá

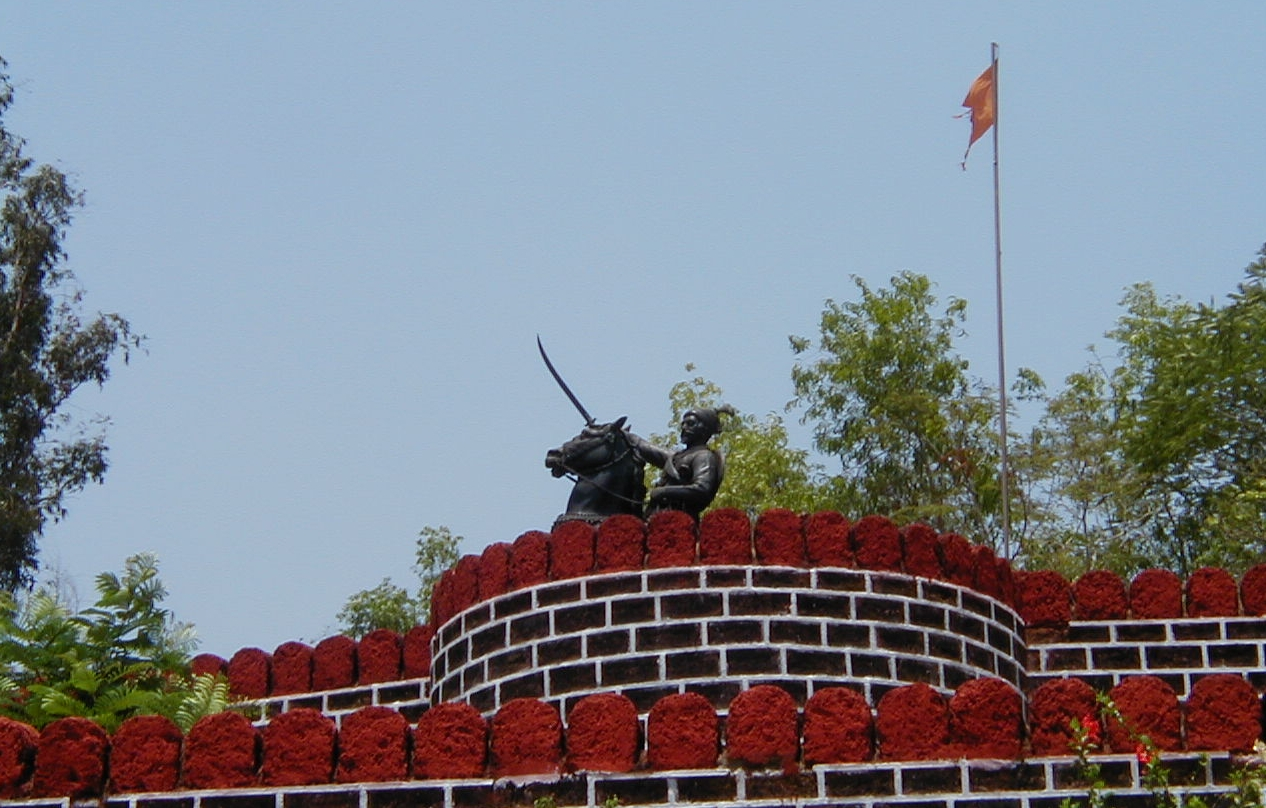
Forte de Pondá, Goa, Índia.

O Forte de Pondá localiza-se em Pondá, no estado de Goa, na costa oeste da Índia.
A atual estrutura é uma reconstrução do primitivo forte neste local, envolvida por um parque. Em seu interior, destaca-se uma estátua em homenagem a Shivaji, o líder dos Maratas no século XVII.

## História
A primitiva fortificação foi erguida pelas forças muçulmanas de Adil Shah, tendo sido conquistada e destruída pelos portugueses em 1549. Permaneceu em ruínas por mais de um século, até que as forças de Shivaji ocuparam a região, vindo a reconstruir o forte em 1675. Em Outubro de 1683 o Vice-rei do Estado Português da Índia tentou conquistá-lo, sem sucesso, devido ao grande número de defensores.